# Don't Go Breaking My Heart (canción de Backstreet Boys)
«Don't Go Breaking My Heart» es una canción de la boy band estadounidense Backstreet Boys lanzada el 17 de mayo de 2018 como su primer sencillo para su noveno álbum (octavo para los Estados Unidos). Al igual que la canción el video musical fue lanzado el 17 de mayo, la canción alcanzó su punto máximo en el Billboard Hot 100 en el puesto 63, siendo su primera entrada en el conteo desde la canción "Inconsolable" de 2007 y el más alto desde "Incomplete" en 2005.

## Antecedentes y composición
Después de su tour In A World Like This Tour que duró desde 2013 a 2015, los Backstreet Boys dijeron que al terminar su tour iban a ir a su estudio a grabar para su nuevo álbum. Por el 25° aniversario en el 2018 los Backstreet Boys lanzaron un nuevo sencillo para el mercado musical, el primero en 3 años. La canción muestra una evolución respecto a su último álbum, con un claro sonido electrónico y moderno, que asemeja mucho el estilo del Australiano Daniel Johns y su disco debut "talk", esto ha vuelto a posicionar a la banda en los distintos charts y rankings a nivel mundial.

## Video musical
El video musical fue lanzado el 17 de mayo junto con la canción, fue dirigido por Rich+Tone y el video cuenta con alrededor con más de 52 millones de visualizaciones al día de hoy.
En el video básicamente podemos ver a la banda bailando en un lugar iluminado, haciendo varias coreografías y a la vez se puede ver a cada integrante bailando por su lado. En si el video cuenta con efectos especiales tales como un holograma de una chica y el cambio de cada integrante para dar suceso a otro.

## Recepción comercial
En sí la canción tuvo un buen recibimiento comercial por el hecho de ser su segunda canción más reproducida y a la vez la canción ayudó a devolver la fama de los Backstreet Boys colocándolos en las listas; y también logró que ingresaran al Billboard Hot 100 como artista principal desde el 2007.[cita requerida]

## Presentaciones en vivo
La canción fue por primera vez presentada en el programa The Tonight Show Starring Jimmy Fallon con la intención de promocionar el sencillo, también se presentaron en Good Morning America donde presentaron la canción junto a otros sencillos de la banda y también presentaron la canción en los MTV Video Music Awards 2018, como apertura. Según los Backstreet Boys comentaron que esta canción sería una de las más tocadas en sus presentaciones.

## Otras versiones
En el canal de los Backstreet Boys lanzaron alrededor de 4 remixes de la canción con sonidos más electrónicos.

## Posicionamiento en listas
Cabe destacar que esta canción logró estar de nuevo en las listas musicales del mundo y logró ingresar al Billboard Hot 100 después de 12 años que los Backstreet Boys no lograban poner un sencillo en el listado.

## Posicionamiento
| Listas (2018)                               | Mejor posición |
| ------------------------------------------- | -------------- |
| Australia (ARIA)                            | 50             |
| Bélgica (Valonia) (Ultratip Bubbling Under) | 23             |
| Canadá (Canadian Hot 100)                   | 65             |
| Alemania (Media Control AG)                 | 68             |
| Eslovaquia (Rádio Top 100)                  | 100            |
| Suiza (Schweizer Hitparade)                 | 98             |
| Estados Unidos (Billboard Hot 100)          | 63             |
| Estados Unidos (Adult Contemporary)         | 8              |
| Estados Unidos (Adult Top 40)               | 10             |
| Estados Unidos (Hot Dance Club Songs)       | 31             |
| Estados Unidos (Mainstream Top 40)          | 18             |